# Лангон
 Тази статия е за града във Франция.  За окръга вижте Лангон (окръг).  
Ланго̀н (на френски: Langon) е град в югозападна Франция, административен център на окръг Лангон в департамента Жиронд на регион Нова Аквитания. Населението му е около 7 300 души (2021).
Разположен е на 23 метра надморска височина в Гаронската низина, на левия бряг на река Гарона и на 42 километра югоизточно от Бордо. Селището се развива като пристанище на близкия град Базас, който е важен военен и религиозен център от Античността до XVIII век. През следващите десетилетия губи значението си, заедно с епископската си катедра, но остава важен център на лозарството и център на малка агломерация с 14 хиляди жители.